# Friedrich Raht
Friedrich Raht (* 17. Januar 1811 in Hochheim am Main; † 7. Februar 1879 in Wiesbaden) war ein deutscher Verwaltungsbeamter.

## Leben
Friedrich Raht studierte an der Georg-August-Universität Göttingen und der Ruprecht-Karls-Universität Heidelberg. 1830 wurde er Mitglied des Corps Nassovia Göttingen. 1831 schloss er sich dem Corps Guestphalia Heidelberg an. Nach dem Studium trat er in den Staatsdienst des Herzogtums Nassau ein. Von 1864 bis 1866 war er Amtmann des Amtes Wallmerod. Mittlerweile in preußischen Diensten wurde er 1869 kommissarisch mit dem Landratsamt des Landkreises Wiesbaden beauftragt und 1870 endgültig zum Landrat ernannt. Das Amt hatte er bis zu seinem Tod inne.